# Philodendron tuerckheimii
Philodendron tuerckheimii är en kallaväxtart som beskrevs av Michael Howard Grayum. Philodendron tuerckheimii ingår i släktet Philodendron och familjen kallaväxter. Inga underarter finns listade.